# Waveboard

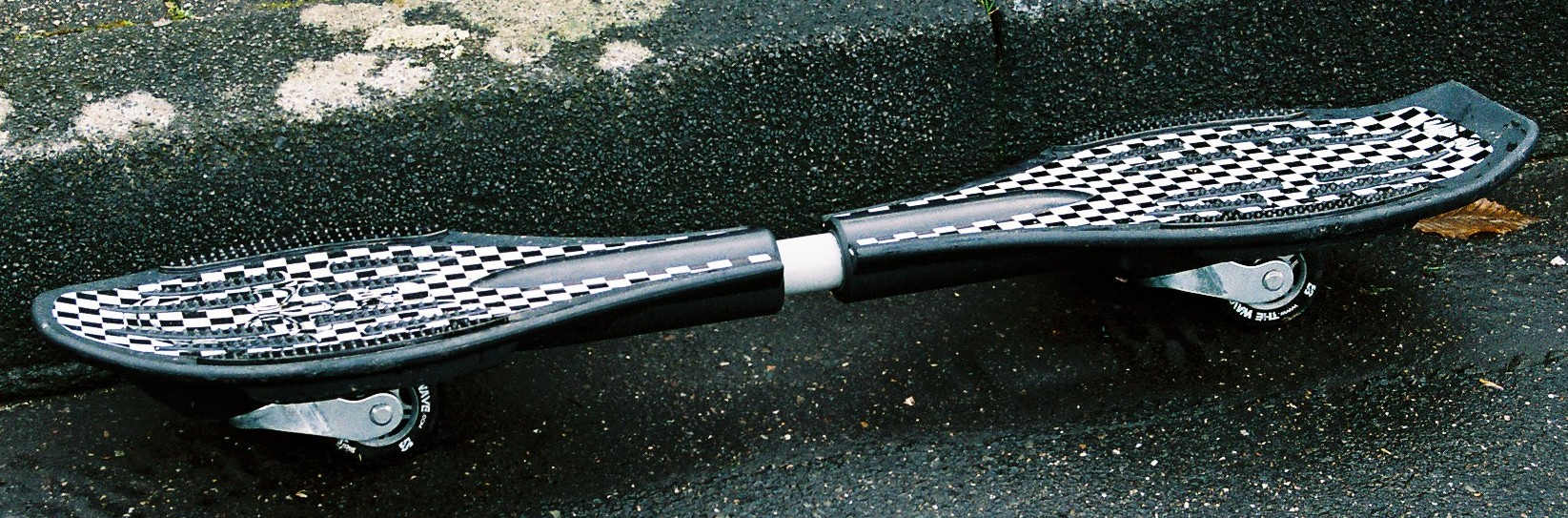
Waveboard Seitenansicht, Fahrtrichtung ist nach links

Ein Waveboard ist ein Skateboard-ähnliches Funsportgerät, mit dem in gewissem Umfang das Fahrverhalten eines Snowboards oder eines Surfboards auf Asphalt nachgeahmt wird. Im englischsprachigen Raum werden diese Boards Casterboard bzw. Caster board genannt (von englisch caster oder castor, Castor-Rad‘ und board ,Brett‘). In Deutschland hat sich die Produktbezeichnung Waveboard („Wellenbrett“) durchgesetzt. Waveboards sind einspurig und verwenden zwei etwa 77 mm große Gummirollen, ähnlich denen für Inline-Skates. Im Gegensatz zu diesen sind die Rollen von Waveboards weicher, um den besonderen Anforderungen an die Bodenhaftung gerecht zu werden. 

## Entwicklung
Das erste Waveboard wurde von einem koreanischen Designer entwickelt und dort unter dem Namen Casterboard ab 2003 verkauft. 2004 kamen diese Boards auf den US-amerikanischen Markt und wurden in Deutschland erstmals bei der ISPO Sport & Style 2007 in München unter der Bezeichnung Waveboard vorgestellt. Das Waveboard erfreute sich in Deutschland immer größerer Beliebtheit und wurde von vielen Herstellern und Importeuren in verschiedenen Qualitäten, Techniken und Preislagen angeboten. 2010/2011 war die Hochphase des Trends, seither nahm das Interesse an Waveboards wieder ab.
Die zwei weltweit bekanntesten Marken waren damals The Wave sowie RipStik. Beide Geräte sind aus demselben Patent hervorgegangen. Sie unterscheiden sich in einigen Details wie der Breite der Fußplatten, Länge und Ausführung des Drehstabs sowie der Ausführung der Rollen und des Neigungswinkels ihrer Drehachsen. Anhänger der jeweiligen Boards sprechen dem einen bessere Fahreigenschaften, dem anderen höheres Trickpotential zu.

## Aufbau

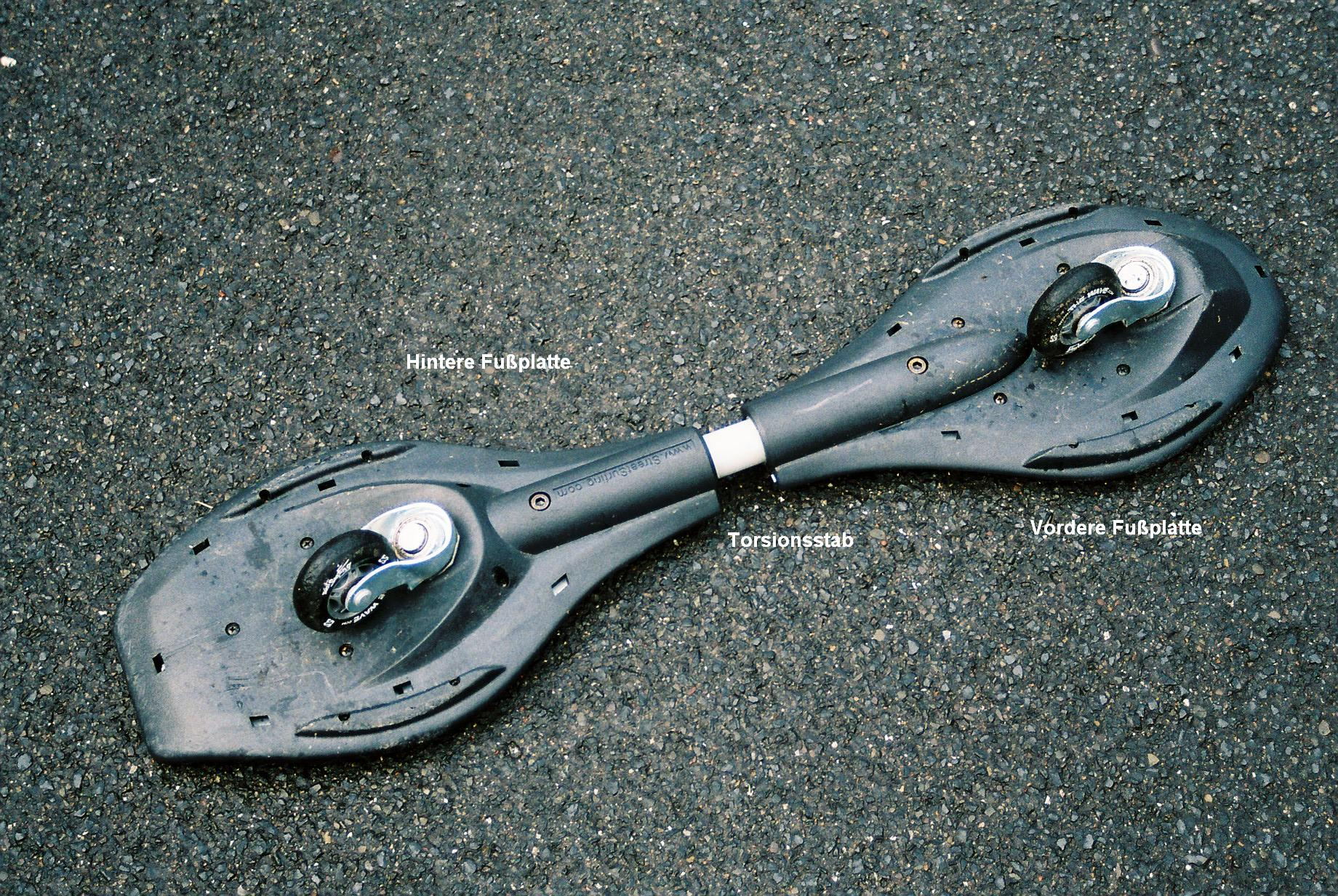
Die Unterseite eines Waveboards mit den geneigten Castor-Rollen.

Statt eines durchgehenden Decks wie bei Skateboards werden zwei aus Kunststoff gefertigte Fußplatten verwendet, die durch einen kurzen Torsionsstab verbunden sind, der eine geringfügige gegenläufige Drehung der Fußplatten um die Längsachse zulässt. Unter jeder Fußplatte ist je eine Rolle angebracht, die je nach Modell frei oder begrenzt schwenkbar sind. 
Streetsurfing Waveboard
Beim Waveboard der Firma Street Surfing sind beide Rollen um 360° schwenkbar, ihre Schwenkachsen sind um etwa 30° aus der Senkrechten geneigt. Damit wird den Rollen eine bevorzugte Ausrichtung gegeben, wodurch das Board eine eindeutige Vorder- und Rückseite erhält. Dieses wird in unterschiedlichen Designs angeboten, wobei sich die Deckplatten auch austauschen lassen. Das Board hat eine Länge von rund 85 cm bei einem Gewicht um 4,5 kg. In den vergangenen Jahren hat Street Surfing seine Produktpalette immer weiter ausgebaut.
RipStik
Das RipStik der Firma Razor unterscheidet sich hauptsächlich in Form und Caster-System vom The Wave. Das Ripstik Classic ist hauptsächlich in Ländern außerhalb Europas populär. 
Mit dem RipStik Air ist Razor auch in Europa der Durchbruch gelungen. Bei diesem Modell wurde der Torsionsstab weggelassen und die Deckplatte in einem Stück gegossen. Die Räder beim RipStik Air sind im Gegensatz zum The Wave mit Federn versehen und nicht um 360° drehbar, sondern nur um 90°. Damit ist das RipStik Air leichter zu fahren und besonders für ungeübte Fahrer geeignet.
Weitere Modelle
Neben den oben genannten weltweit bekannten Marken gibt es weitere Modelle von verschiedenen Herstellern und Importeuren. Das z. B. derzeit nur in den USA erhältliche TimberWolf ConVert unterscheidet sich von den anderen Modellen vor allem durch das Caster-System. Die Rollen sind frei schwenk- und kippbar, wodurch das Board in beide Richtungen fahren kann. Weiter sind die Boards aus Ahornholz gefertigt.
Mittlerweile gibt es „geteilte“ Waveboards, die sich wie ein normales Waveboard fahren lassen.
Wavescooter
Wavescooter sind eine Kombination aus Tretroller und Waveboard und sollen durch den zusätzlichen Halt am Lenker andere akrobatische Tricks ermöglichen. Allerdings stellt dieses System lediglich einen schwachen Kompromiss aus beiden Sportgeräten dar. Sprich, man kann mit einem Wavescooter weder gut Waveboard noch Tretroller fahren. Auch hier gibt es wieder verschiedene Techniken und noch zahlreichere Hersteller.

## Fahren
Infolge des Rollenaufbaus ist das Waveboard vor-, seitwärts und schräg, nicht jedoch rückwärts fahrbar. Eine Ausnahme bildet hier das TimberWolf. Die Einspurigkeit erlaubt schnelle Geradeausfahrten, weite Bögen und enge Schwenks, beispielsweise beim Bremsen. Auch schräges Driften oder Kreiseln ist möglich. Ebenso geeignet ist es für die Halfpipe und zahlreiche Skateboardtricks. Zum Schwungholen auf ebener Fläche ist nicht das Abstoßen vom Boden nötig, vielmehr erzeugen entsprechende Bein- bzw. Hüftbewegungen eine eigenständige Beschleunigung des Boards. So können selbst Steigungen bewältigt werden.
Anders als bei den ähnlich aufgebauten Varianten Freeboard oder Snakeboard sind keine Bindungen vorhanden, so dass ein ungehindertes Abspringen möglich ist. Das Waveboard entläuft dann an Gefällstrecken nicht, sondern kippt sofort auf die Seite und kommt nach allenfalls kurzem Rutschen zum Stillstand.